# The Gift (album de Susan Boyle)
Pour les articles homonymes, voir The Gift.
Albums de Susan Boyle
I Dreamed a Dream
(2009) Someone to Watch Over Me
(2011)
The Gift est le second album solo de la chanteuse écossaise Susan Boyle. Cet album de Noël est un album de reprises de chants de Noël traditionnels et de chansons plus contemporaines.

## Liste des chansons
1. Perfect Day (Lou Reed)
2. Hallelujah (Leonard Cohen)
3. Do You Hear What I Hear? avec Amber Stassi (Harry Simeone Chorale)
4. Don't Dream It's Over (Crowded House)
5. The First Noel (chant traditionnel)
6. O Holy Night (chant traditionnel)
7. Away in a Manger (chant traditionnel)
8. Make Me a Channel of Your Peace (hymne chrétienne)
9. Auld Lang Syne (chant traditionnel)
10. O Come All Ye Faithful (hymne chrétienne)
11. Vapor Trail (Yumi Matsutōya)